# Анувонґ
Анувонґ (лаос. ເຈົ້າອານຸວົງສ໌; 1767 — 26 січня 1829), також Сеттатірат V — останній володар королівства В'єнтьян.

## Біографія
Був сином короля Онг Буна. 1778 року сіамський король Таксин, остерігаючись посилення Бірми вирішив захопити лаоські королівства. Сіамська армія під командуванням майбутнього короля Рами I вдерлась до В'єнтьяну та взяла в облогу столицю. Батько призначив принца Нантасена командувачем війська, що мало протистояти сіамцям. Однак столиця не встояла, й Онг Бун утік до джунглів, а його синів Нантасена, Інтавонґа й Анувонґа, а також дочку Кхамваєн було взято в заручники та вивезено до Тонбурі. Туди ж сіамці вивезли символи королівської влади смарагдового Будду та Прабанг. В'єнтьян потрапив у цілковиту залежність від Сіаму.
1781 року після страти батька та сходження на престол у В'єнтьяні старшого брата Нантасена Інтавонґа було проголошено упахатом (віцекоролем), але він залишився при сіамському дворі в якості заручника.
У січні 1795 року Нантасена було звинувачено в підготовці повстання. Після того сіамці ув'язнили його та вивезли до своєї столиці. Оскільки Нантасен не лишив спадкоємців, трон зайняв його молодший брат Інтавонґ. А колишній король помер у полоні влітку того ж року.
Після сходження Інтавонґа на престол Анувонґа було проголошено упахатом (віцекоролем). А після смерті брата у лютому 1805 року Анувонґ зайняв трон В'єнтьяну.

### Правління
До 1813 року король розпочав низку реформ у релігійній і традиційній царинах, які досі вважаються досить конраверсійними. Він скликав третю в лаоській історії санґгу, яка вирішила вирізати нового Смарагдового Будду — символ королівської влади. За наказом Анувонґа було відновлено храм Хопракео, а також збудовано кілька нових храмів на честь Смарагдового Будди. Окрім того він наказав збудувати міст через широкий Меконг.
1819 року Анувонґ узяв участь у придушенні повстання в сусідньому королівстві Тямпасак, на чолі якого стояв харизматичний чернець, який змусив тамтешнього короля тікати до Бангкока. Військо В'єнтьяну очолив син Анувонґа Ньо, який швидко придушив заворушення. Оскільки на той момент король Тямпасаку помер, Рама II, правитель Сіаму, призначив новим королем саме Ньо. Таким чином Анувонґ зумів узяти два з трьох лаоських королівств під свій контроль. 1820 року король наказав почати будівництво храму Сісакет, який було завершено 1824. Задумка Анувонґа полягала в тому, що коли в тому храмі він прийматиме васальну присягу, то той, хто її складав, мав повернутись спиною до Бангкоку.
Тим часом 1824 року помер Рама II, і було незрозуміло, хто успадкує сіамський престол. Головних претендентів було двоє: молодший син Рами II й королеви Шрі Сурієндри Монгкут та старший син короля від наложниці Джессадабодіндра. Криза вирішилась, коли принц Монгкут став ченцем, а його молодший брат зійшов на трон, узявши ім'я Рама III. Ті події в Сіамі, а також початок  першої англо-бірманської війни змусили військовиків перебувати у стані підвищеної бойової готовності.
У розпал тих подій три лаоських монархи вирушили до Бангкока на церемонію поховання  короля Рами II. Анувонґ був вражений розмахом проектів, що їх почав реалізовувати в своїй країні Рама III, зокрема будувались канали та храми, вирубувались цукрові пальми та йшла заготівля бамбука. Окрім того, Рама III розпочав проведення перепису населення, застосовуючи при цьому примусове татуювання підданих. Тоді ж стався інцидент, під час якого постраждав син Анувонґа, через що король припинив своє паломництво та, відповідно, перервав ритуал поклоніння родині Чакрі.
Достеменно не відомо, чи вирішив Анувонґ організувати повстання під час перебування у Бангкоку, чи планував це раніше і просто шукав привід. У будь-якому разі король В'єнтьяну висунув свої вимоги до сіамського двору, ще перебуваючи у володіннях Рами III. Зокрема Анувонґ зажадав повернення до В'єнтьяну Смарагдового Будди, звільнення його сестри, яка була однією з наложниць покійного короля, а також повернення лаоських родин, які було переселено до Сарабурі (сучасний Таїланд). Тайські історики стверджують, що до повстання Анувонґа підштовхнули особисті мотиви, оскільки жодну з його вимог не було задоволено, однак розмах заворушень змушує дійти висновку, що причини були більш комплексними.

### Повстання
До 1826 року Анувонґ проводив військові приготування. Його стратегія передбачала три ключові моменти:
1. реакція на кризу, спричинену примусовим татуюванням населення;
2. виведення етнічних лаосців на територію В'єнтьяну, застосовуючи тактику спаленої землі;
3. здобуття перемоги дипломатичними шляхами, заручившись підтримкою з боку В'єтнаму, Китаю чи Британії.

Анувонґ був переконаний, що баланс баланс сил у Південносхідна Азія був не на боці Сіаму. Розділення двору в Бангкоку на фракції, військова присутність британців у сусідній Бірмі, зростання впливу В'єтнаму в камбоджійських провінціях, а також посилення невдоволення в лаоських королівствах свідчили про те, що влада Сіаму послабшала. Також 1826 року британці прибули до Бангкока для підписання Бьорнійських угод між Сіамом і Британською імперією, і присутність британського флоту біля сіамських берегів дала підстави вважати, що вторгнення неминуче. Найсерйознішим прорахунком Анувонґа, втім, стала невірна оцінка співвідношення військової міці Сіаму та В'єнтьяну. Принаймні від 1822 року Сіам закуповував значну кількість сучасної вогнепальної зброї у британців, які мали її надлишок, що утворився після завершення наполеонівських воєн.
У грудні 1826 почалось повстання Анувонґа, який на чолі 10-тисячної армії вирушив до Каласіна, слідуючи за сіамськими службовцями, які проводили татуювання населення. У січні наступного року в'єнтьянський король повів друге військо до Накхонратчасіми та зумів хитрощами захопити місто. Також військовий контингент було відряджено до Ломсака та Чайяпхума, маючи на меті виступ до Сарабурі, щоб вивести звідти етнічних лаосців. Четверта армія, якою командував син Анувонґа Ньо вирушила на захоплення Убона. Ті армії рухались під прикриттям хибних донесень і повідомлень, буцімто про те, що Сіаму загрожують вторгнення з боку інших його сусідів.
Сплановані Анувонґом шляхи відходу на випадок невдачі були зайняті цивільними поселеннями. В'єнтьянські полководці зволікали в пошуках чиновників, які проводили татуювання, а сам король змарнував понад місяць часу, намагаючись відшукати губернатора Накхонратчасіми, відповідального за проведення перепису населення.
Несподівано для Анувонґа Сіам швидко організував масивний контрудар, залучивши дві армії, одна з яких вирушила з Сарабурі, щоб відбити Накхонратчасіму, інша ж витупила на Ломсак. Сили Анувонґа відступили до Нонґбуалампху, найміцнішої фортеці на плато Корат, що традиційно належала спадковим принцам В'єнтьяну. Після триденного штурму фортеця здалась, а військо Анувонґа відступило на другу лінію оборони. Зрештою значно слабші лаосці були змушені відступати аж до самої своєї столиці, після чого Анувонґ, намагаючись урятувати своє життя, утік до кордону з В'єтнамом.
Зрештою сіамський генерал Прая Ратчасупаваді захопив столицю. Він розграбував палаци та зруйнував оборонні споруди, однак він не чіпав монастирі та залишив більшу частину міста недоторканою. Після падіння В'єнтьяну володарі Чіангмаю, Лампангу, Лампхуну, Нану, Пхре та Луанґпхабанґу підтвердили свою присягу на вірність Сіаму. Генерал ще впродовж кількох місяців організовував вивезення людей зі столиці, конфіскацію всієї зброї та боєприпасів, після чого залишив невеличкий гарнізон на березі річки навпроти порожнього міста та повернувся на плато Корат.
Тим часом Анувонґ на чолі 1-тисячного війська в супроводі 100 в'єтнамських спостерігачів повернувся до своєї спустошеної столиці. Той загін мав на меті виключно проведення перемовин із Сіамом. Однак, довідавшись, що сіамці збудували на честь своєї перемоги ступу з дев'ятьма шпилями, розлютився та переправився через Меконг, де розбив сіамський гарнізон з 300 вояків та вбивши близько 40 з них. Після того Рама III наказав своєму генералу повернутись, зруйнувати В'єнтьян та схопити Анувонґа. Як наслідок, короля разом з його родиною взяли в полон і провели маршем до самого Бангкока, де Анувонґ і помер у січні 1829 року.
Місто В'єнтьян було цілковито зруйновано, а його жителів — переселено. Руйнування було настільки ретельним, що французькі дослідники понад 30 років не могли знайти, де воно було. Лише згодом вони виявили руїни в джунглях. Решта лаоських королівств, Тямпасак і Луанґпхабанґ, потрапили під посилений контроль та обмеження озброєння, а плато Корат було фактично анексовано Сіамом. Разом з тим у регіоні посилилось протистояння між Сіамом і В'єтнамом, що призвело до війни між тими державами у 1830-их роках. Після повстання Анувонґа королівство В'єнтьян припинило своє існування, разом з ним поступово занепали й решта лаоських володінь. Як наслідок, для заповнення політичного вакууму на тих територіях було створено французьку колонію — Французький Індокитай.